# 施洛斯湖 (彭昆)
53°17′24″N 14°13′00″E / 53.29°N 14.216667°E

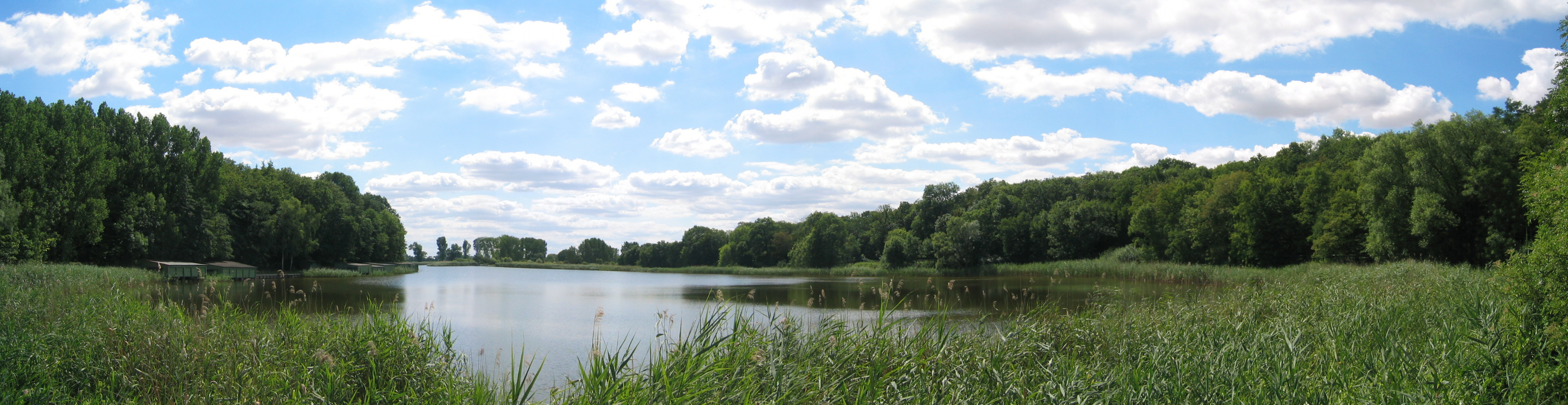

施洛斯湖（德語：Schlosssee），是德國的湖泊，位於該國東北部梅克倫堡-前波美拉尼亞州，由前波美拉尼亞-格賴夫斯瓦爾德縣負責管轄，面積0.84平方公里，海拔高度26米，平均水深2.6米，最大水深8.9米。